# Riviera Ligure di Ponente Rossese
Il Riviera Ligure di Ponente Rossese è un vino DOC la cui produzione è consentita nelle province di Genova, Imperia e Savona.

## Caratteristiche organolettiche
- colore: rosso rubino chiaro;
- odore: delicato, caratteristico, vinoso;
- sapore: asciutto, delicato, morbido, amarognolo.

## Produzione
stagione, volume in ettolitri, per provincia

### Imperia
- (1990/91)  74,31
- (1991/92)  88,6
- (1992/93)  123,13
- (1993/94)  98,57
- (1994/95)  92,02
- (1995/96)  108,38
- (1996/97)  133,53

### Savona
- (1990/91)  543,48
- (1991/92)  474,03
- (1992/93)  598,43
- (1993/94)  478,51
- (1994/95)  471,44
- (1995/96)  458,85
- (1996/97)  631,08